# Ministério Público (Portugal)
Em Portugal, o Ministério Público (MP) é o órgão do sistema judicial nacional encarregado de representar o Estado, exercer a ação penal, defender a legalidade democrática e os interesses que a lei determinar. A ação do MP desenvolve-se em várias áreas, incluindo a direcção da investigação criminal, a promoção da legalidade, a representação do Estado, a representação de incapazes e incertos e o exercício de funções consultivas.

## Magistratura do Ministério Público
O MP possui um corpo de magistrados próprios, separados da magistratura judicial (juízes). Essa magistratura é autónoma tanto da magistratura judicial como do poder político. A magistratura do MP inclui: 
- Procurador-Geral da República;
- Vice-Procurador-Geral da República;
- Procuradores-Gerais Adjuntos;
- Procuradores da República;
- Procuradores Adjuntos.

O Procurador-Geral da República (PGR) é responsável pela direcção global do MP, sendo o único magistrado indicado pelo poder político, sendo os restantes magistrados de carreira. O PGR é nomeado pelo Presidente da República, sob proposta do governo.

## Organização do Ministério Público
O MP é constituído por um órgão superior de âmbito nacional (Procuradoria-Geral da República) e por órgãos regionais (Procuradorias-Gerais Distritais).
A Procuradoria-Geral da República é constituída por:
- Procurador-Geral da República;
- Vice-Procurador-Geral da República;
- Conselho Superior e Inspecção do MP;
- Conselho consultivo;
- Auditores Jurídicos, junto de órgãos do Estado;
- Departamento Central de Investigação e Ação Penal;
- Gabinete de Documentação e Direito Comparado;
- Departamento de Contencioso do Estado;
- Núcleo de Assessoria Técnica.

Subordinada ao PGR, dando-lhe apoio nas suas funções de investigação criminal, mas não integrada no MP, funciona a Polícia Judiciária.
As Procuradorias-Gerais Distritais, existindo uma em cada Distrito Judicial, são constituídas por:
- Procurador-Geral Distrital;
- Departamento de Investigação e Ação Penal.
- Procuradores da República, em cada um dos Círculos Judiciais, bem como na Comarca sede do Distrito Judicial;
- Procuradores-Adjuntos nas restantes Comarcas Judiciais.

## História
Desde a fundação do Reino de Portugal no século XII que existe a função judicial hoje atribuída ao Ministério Público. No entanto considera-se que foi no século XIV, com a criação do cargo de Procurador do Rei que aparece um organismo separado com as atribuições do MP.
O moderno MP foi, no entanto, criado no século XIX, com a implantação do Regime Liberal e com a separação do Poder Judicial dos restantes poderes. No reinado de D. Maria II, sob regência de Dom Pedro IV (D. Pedro I do Brasil), por decreto de 16 de maio de 1832, é criado o Supremo Tribunal de Justiça (STJ) e junto dele o cargo de Procurador-Geral. Desde essa data, até ao fim da monarquia o MP passou a ser dirigido pelo Procurador-Geral da Coroa e Fazenda, que era coadjuvado por Procuradores Régios em cada Tribunal de 2ª Instância (Relações), Delegados de Procurador Régio nos Tribunais de 1ª Instância, com um Subdelegado em cada julgado.
Com a implantação do regime republicano em 1910, a organização manteve-se semelhante, mas a designação dos cargos foi alterada para Procurador-Geral da República, Procurador da República e Delegado e Subdelegado do Procurador da República.